# Splavarenje
Rafting (engl. rafting) jeste termin koji se sa engleskog jezika može prevesti kao „splavarenje divljim vodama” u srpski jezik da bi se terminu splavarenje dodao elemenat nadmetanja, takmičenja. Splavarenje u srpskom jeziku se odnosi na transport drvene građe rekama Tarom, Drinom i Limom iz ranijih vremena.
Rafting je sport koji se sastoji u nadmetanju timova u profesionalnim takmičarskim čamcima sa 4 do 6 članova, a takmiči se u 3 discipline: slalomu, sprintu i spustu. Praktikuje na rekama 3. klase (prema međunarodnoj klasifikaciji).

## Podela raftinga
Rafting je podeljen u šest grupa („klasa”) prema težini:
- Klasa 1: Mirna reka sa sporim tokom.
- Klasa 2: Poneki brzak ili kamen, ali još uvek ne opasan rafting.
- Klasa 3: Brzaci, mali talasi, manji vodopadi, ali bez većih opasnosti. Turistički rafting spada u ovu klasu.
- Klasa 4: Brzaci, veći talasi, stene, veći vodopadi ili padovi, potrebna koncentracija i veća brzina reagovanja. Samo za iskusnije raftere.
- Klasa 5: Brzaci, veliki talasi, stene, veliki vodopadi, potrebno izuzetno precizno i koncentrisano upravljanje. Krajnja klasa takmičarskog raftinga.
- Klasa 6: Brzaci, ogromni talasi, velike i izuzetno opasne stene i hridi, brojne zamke i padovi, potrebno izuzetno vešto upravljanje raftom bez greške. Ova klasa je izuzetno opasna i česti su smrtni slučajevi.

## Sigurnost
U spustu niz reku obično učestvuje od 4—8 članova plus kormilar.
Za ličnu zaštitu se koriste na prvom mestu sledeći rekviziti:
- Zaštitno odelo od neoprena
- Nepotopivi prsluk
- Kaciga
- Ronilačke čizme

Mogu se koristiti i zaštitne naočare zbog talasa kao i elastično uže kojim se veže za čamac.